# UCI ProSeries 2020
L'UCI ProSeries 2020 è stata la prima edizione dell'UCI ProSeries. Il suo calendario era composto da 24 corse (gli ex 1.HC e 2.HC), che si tennero dal 26 gennaio al 14 ottobre 2020 in Europa, America ed Asia. Inizialmente vi erano altre corse inserite nel programma (per un totale di 56), successivamente annullate a causa della pandemia di COVID-19 , a partire dall'edizione del Tour of Hainan; oltre queste corse, venne annullata anche l'edizione del Tour of Oman, per via della scomparsa del sultano Qābūs bin Saʿīd Āl Saʿīd.
Durante tutta la stagione, i punti sono stati assegnati ai corridori in base ai piazzamenti nelle classifiche finali di ciascuna prova e alla tipologia della stessa; in caso di corse a tappe, si attribuiscono punti anche per i piazzamenti di ogni tappa e per i giorni in maglia di leader.
La classificazione UCI è la seguente:
- corse a tappe: 2.HC (ora 2.Pro);
- corse di un giorno: 1.HC (ora 1.Pro).

## Calendario

### Gennaio
| Data | Prova                    | Cat.  | Vincitore       | Squadra               |
| ---- | ------------------------ | ----- | --------------- | --------------------- |
| 26-2 | Vuelta a San Juan (2020) | 2.Pro | Remco Evenepoel | Deceuninck-Quick Step |

### Febbraio
| Data  | Prova                                  | Cat.  | Vincitore                                                   | Squadra                                                     |
| ----- | -------------------------------------- | ----- | ----------------------------------------------------------- | ----------------------------------------------------------- |
| 5-9   | Volta a la Comunitat Valenciana (2020) | 2.Pro | Tadej Pogačar                                               | UAE Team Emirates                                           |
| 7-14  | Tour de Langkawi (2020)                | 2.Pro | Danilo Celano                                               | Team Sapura Cycling                                         |
| 11-16 | Tour of Oman                           | 2.Pro | annullata per la morte del sultano Qābūs bin Saʿīd Āl Saʿīd | annullata per la morte del sultano Qābūs bin Saʿīd Āl Saʿīd |
| 13-16 | Tour de la Provence (2020)             | 2.Pro | Nairo Quintana                                              | Team Arkéa-Samsic                                           |
| 16    | Clásica de Almería (2020)              | 1.Pro | Pascal Ackermann                                            | Bora-Hansgrohe                                              |
| 16    | Trofeo Laigueglia (2020)               | 1.Pro | Giulio Ciccone                                              | Italia                                                      |
| 19-23 | Volta ao Algarve (2020)                | 2.Pro | Remco Evenepoel                                             | Deceuninck-Quick Step                                       |
| 19-23 | Vuelta a Andalucía (2020)              | 2.Pro | Jakob Fuglsang                                              | Astana Pro Team                                             |
| 23-1° | Tour of Hainan                         | 2.Pro | annullata per la Pandemia di COVID-19                       | annullata per la Pandemia di COVID-19                       |
| 29    | Ardèche Classic (2020)                 | 1.Pro | Rémi Cavagna                                                | Deceuninck-Quick Step                                       |

### Marzo
| Data | Prova                               | Cat.  | Vincitore                             | Squadra                               |
| ---- | ----------------------------------- | ----- | ------------------------------------- | ------------------------------------- |
| 1°   | Drôme Classic (2020)                | 1.Pro | Simon Clarke                          | EF Pro Cycling                        |
| 1°   | Kuurne-Bruxelles-Kuurne (2020)      | 1.Pro | Kasper Asgreen                        | Deceuninck-Quick Step                 |
| 8    | Gran Premio Industria e Artigianato | 1.Pro | annullata per la pandemia di COVID-19 | annullata per la pandemia di COVID-19 |
| 18   | Nokere Koerse                       | 1.Pro | annullata per la pandemia di COVID-19 | annullata per la pandemia di COVID-19 |
| 19   | Grand Prix de Denain                | 1.Pro | annullata per la pandemia di COVID-19 | annullata per la pandemia di COVID-19 |
| 20   | Bredene Koksijde Classic            | 1.Pro | annullata per la pandemia di COVID-19 | annullata per la pandemia di COVID-19 |

### Aprile
| Data  | Prova                               | Cat.  | Vincitore                             | Squadra                               |
| ----- | ----------------------------------- | ----- | ------------------------------------- | ------------------------------------- |
| 4     | Gran Premio Miguel Indurain         | 1.Pro | annullata per la pandemia di COVID-19 | annullata per la pandemia di COVID-19 |
| 12-19 | Presidential Cycling Tour of Turkey | 2.Pro | annullata per la pandemia di COVID-19 | annullata per la pandemia di COVID-19 |
| 19    | Tro-Bro Léon                        | 1.Pro | annullata per la pandemia di COVID-19 | annullata per la pandemia di COVID-19 |
| 20-24 | Tour of the Alps                    | 2.Pro | annullata per la pandemia di COVID-19 | annullata per la pandemia di COVID-19 |
| 30-3  | Tour de Yorkshire                   | 2.Pro | annullata per la pandemia di COVID-19 | annullata per la pandemia di COVID-19 |

### Maggio
| Data  | Prova                     | Cat.  | Vincitore                             | Squadra                               |
| ----- | ------------------------- | ----- | ------------------------------------- | ------------------------------------- |
| 5-10  | Quatre Jours de Dunkerque | 2.Pro | annullata per la pandemia di COVID-19 | annullata per la pandemia di COVID-19 |
| 16    | Grand Prix du Morbihan    | 1.Pro | annullata per la pandemia di COVID-19 | annullata per la pandemia di COVID-19 |
| 27-31 | Ster Toer                 | 2.Pro | annullata per la pandemia di COVID-19 | annullata per la pandemia di COVID-19 |
| 28-31 | Boucles de la Mayenne     | 2.Pro | annullata per la pandemia di COVID-19 | annullata per la pandemia di COVID-19 |

### Giugno
| Data  | Prova                | Cat.  | Vincitore                             | Squadra                               |
| ----- | -------------------- | ----- | ------------------------------------- | ------------------------------------- |
| 10-14 | Giro del Belgio      | 2.Pro | annullata per la pandemia di COVID-19 | annullata per la pandemia di COVID-19 |
| 10-14 | Giro di Slovenia     | 2.Pro | annullata per la pandemia di COVID-19 | annullata per la pandemia di COVID-19 |
| 27-3  | Österreich-Rundfahrt | 2.Pro | annullata per la pandemia di COVID-19 | annullata per la pandemia di COVID-19 |

### Luglio
| Data  | Prova                  | Cat.  | Vincitore       | Squadra               |
| ----- | ---------------------- | ----- | --------------- | --------------------- |
| 28-1° | Vuelta a Burgos (2020) | 2.Pro | Remco Evenepoel | Deceuninck-Quick Step |

### Agosto
| Data  | Prova                           | Cat.  | Vincitore                             | Squadra                               |
| ----- | ------------------------------- | ----- | ------------------------------------- | ------------------------------------- |
| 3     | Gran Trittico Lombardo (2020)   | 1.Pro | Gorka Izagirre                        | Astana Pro Team                       |
| 3-9   | Tour of Utah                    | 2.Pro | annullata per la pandemia di COVID-19 | annullata per la pandemia di COVID-19 |
| 5     | Milano-Torino (2020)            | 1.Pro | Arnaud Démare                         | Groupama-FDJ                          |
| 6-9   | Arctic Race of Norway           | 2.Pro | annullata per la pandemia di COVID-19 | annullata per la pandemia di COVID-19 |
| 12    | Gran Piemonte (2020)            | 1.Pro | George Bennett                        | Team Jumbo-Visma                      |
| 15    | Dwars door het Hageland (2020)  | 1.Pro | Jonas Rickaert                        | Alpecin-Fenix                         |
| 16-19 | Tour de Wallonie (2020)         | 2.Pro | Arnaud Démare                         | Groupama-FDJ                          |
| 18    | Giro dell'Emilia (2020)         | 1.Pro | Aleksandr Vlasov                      | Astana Pro Team                       |
| 20-23 | Deutschland Tour                | 2.Pro | annullata per la pandemia di COVID-19 | annullata per la pandemia di COVID-19 |
| 30    | Brussels Cycling Classic (2020) | 1.Pro | Tim Merlier                           | Alpecin-Fenix                         |

### Settembre
| Data  | Prova                     | Cat.  | Vincitore                             | Squadra                               |
| ----- | ------------------------- | ----- | ------------------------------------- | ------------------------------------- |
| 1°-5  | Post Danmark Rundt        | 2.Pro | annullata per la pandemia di COVID-19 | annullata per la pandemia di COVID-19 |
| 6     | Maryland Cycling Classic  | 1.Pro | annullata per la pandemia di COVID-19 | annullata per la pandemia di COVID-19 |
| 6-13  | Tour of Britain           | 2.Pro | annullata per la pandemia di COVID-19 | annullata per la pandemia di COVID-19 |
| 12    | Tour de l'Eurométropole   | 1.Pro | annullata per la pandemia di COVID-19 | annullata per la pandemia di COVID-19 |
| 13    | Grand Prix de Fourmies    | 1.Pro | annullata per la pandemia di COVID-19 | annullata per la pandemia di COVID-19 |
| 15-19 | Tour de Luxembourg (2020) | 2.Pro | Diego Ulissi                          | UAE Team Emirates                     |
| 16    | Grand Prix de Wallonie    | 1.Pro | annullata per la pandemia di COVID-19 | annullata per la pandemia di COVID-19 |
| 17    | Coppa Sabatini (2020)     | 1.Pro | Dion Smith                            | Mitchelton-Scott                      |
| 19    | Primus Classic            | 1.Pro | annullata per la pandemia di COVID-19 | annullata per la pandemia di COVID-19 |

### Ottobre
| Data | Prova                       | Cat.  | Vincitore                             | Squadra                               |
| ---- | --------------------------- | ----- | ------------------------------------- | ------------------------------------- |
| 1°   | Coppa Bernocchi             | 1.Pro | annullata per la pandemia di COVID-19 | annullata per la pandemia di COVID-19 |
| 3    | Münsterland Giro            | 1.Pro | annullata per la pandemia di COVID-19 | annullata per la pandemia di COVID-19 |
| 6    | Tre Valli Varesine          | 1.Pro | annullata per la pandemia di COVID-19 | annullata per la pandemia di COVID-19 |
| 7    | Freccia del Brabante (2020) | 1.Pro | Julian Alaphilippe                    | Deceuninck-Quick Step                 |
| 11   | Parigi-Tours (2020)         | 1.Pro | Casper Pedersen                       | Team Sunweb                           |
| 14   | Scheldeprijs (2020)         | 1.Pro | Caleb Ewan                            | Lotto Soudal                          |
| 18   | Japan Cup                   | 1.Pro | annullata per la pandemia di COVID-19 | annullata per la pandemia di COVID-19 |